# Cantonul Sallanches
Cantonul Sallanches este un canton din arondismentul Bonneville, departamentul Haute-Savoie, regiunea Rhône-Alpes, Franța.

## Comune
| Comune        | Populație (1999) | Cod poștal | Cod INSEE |
| ------------- | ---------------- | ---------- | --------- |
| Combloux      | 1 976            | 74920      | 74083     |
| Cordon        | 881              | 74700      | 74089     |
| Demi-Quartier | 1 029            | 74120      | 74099     |
| Domancy       | 1 710            | 74700      | 74103     |
| Megève        | 4 509            | 74120      | 74173     |
| Praz-sur-Arly | 1 081            | 74120      | 74215     |
| Sallanches    | 14 383           | 74700      | 74256     |